# Рейчъл Липинкот
Рейчъл Липинкот (на английски: Rachael Lippincott) е американска писателка на произведения в жанра любовен роман.

## Биография и творчество
Рейчъл Липинкот е родена на 5 декември 1994 г. във Филаделфия, Пенсилвания, САЩ. Израства в окръг Бъкс, Пенсилвания. Получава бакалавърска степен по английска филология от университета в Питсбърг.
Първият ѝ роман „На пет стъпки от теб“ е издаден през 2018 г. Главните герои, 17-годишните Стела Грант и Уил Нюман, са болни от неизлечимата муковисцидоза и прекарват много от времето си в болницата за лечение на белите си дробове. Най-важното за тях е да са на 6 стъпки безопасна дистанция от други хора. Привличането помежду им е мигновено, но животът не е само правила, а и любов. Романът става бестселър в списъка на „Ню Йорк Таймс“ и я прави известна. Той е екранизиран през 2019 г. в едноименния филм с участието на Хейли Лу Ричардсън и Коул Спроус.
През 2021 г. е издаден самостоятелният ѝ роман „Списъкът на късмета“ (The Lucky List).
Рейчъл Липинкот живее със семейството си в Питсбърг.

## Произведения

### Самостоятелни романи
- Five Feet Apart (2018) – с Мики Доутри и Тобаяс Яконис[1]
На пет стъпки от теб, изд.: ИК „Ибис“, София (2018), прев. Ирина Ценкова
- All This Time (2020) – с Мики Доутри[2]
- The Lucky List (2021)[3]
- She Gets the Girl (2022) – с Алисън Дерик

### Сборници
- Together, Apart (2020) – с Ерин А. Крейг, Ауриан Дезомбре, Ерин Хан, Бил Кьонигсбърг, Бритни Морис, Санджи Пател, Наташа Престън и Дженифър Йен[1]

### Екранизации
- 2019 На пет стъпки от теб, Five Feet Apart
- All This Time